# Caspar David Friedrich
Caspar David Friedrich (født 5. september 1774, død 7. maj 1840) var en tysk romantisk landskabsmaler, som er den vigtigste tyske kunstner i sin generation. Han er bedst kendt for sine allegoriske landskaber midt i karrieren. De viser ofte eftertænksomme figurer i silhuet mod natteskyer, morgentåge, nøgne træer eller gotiske ruiner. Hans primære interesse som kunstner var beskuelsen af naturen, og hans ofte symbolske og anti-klassicistiske værker søger at videregive en subjektiv følelsesmæssig reaktion på naturen. Friedrichs billeder er karakteristiske ved at vise en lille skikkelse i et stort landskab, så personerne reduceres til en størrelse, som ifølge kunsthistorikeren Christopher John Murray "retter betragterens blik mod deres metafysiske dimension".
Friedrich blev født i Svensk Forpommern i byen Greifswald, hvor han begyndte sine kunststudier som ung. Han studerede i København på Det Kongelige Danske Kunstakademi 1794 - 1798  og var i januar 1798 på modelskolen under Andreas Weidenhaupt, Johannes Wiedewelt og Nicolai Abildgaard, hvorefter han slog sig ned i Dresden. Han blev voksen i en periode, hvor der overalt i Europa var en stigende desillusionering over et materialistisk samfund. Det gav anledning til en ny påskønnelse af det åndelige. Dette skifte blev ofte udtrykt gennem en revurdering af naturen, når kunstnere som Friedrich, J.M.W. Turner (1775–1851) og John Constable (1776–1837) søgte at afbilde naturen som en "guddommelig skabning, der skulle sættes op mod det kunstige i menneskelig civilisation".
Friedrichs arbejde bragte ham stort ry tidligt i hans karriere, og samtidige som den franske billedhugger David d'Angers (1788–1856) omtalte ham som en mand, som havde opdaget "landskabets tragedie". Alligevel kom hans arbejde i unåde i hans senere år. Han døde i glemsel og ifølge kunsthistorikeren Philip Miller "halv gal". Da Tyskland bevægede sig i mod moderniseringen i slutningen af 1800-tallet, opstod der en ny følelse af hastværk i kunsten, og Friedrichs eftertænksomme afbildninger af stilhed blev set som produkt af en forgangen tid. Begyndelsen af 1900-tallet bragte en ny beundring af hans arbejde, første gang i 1906 med en udstilling af 32 af hans malerier og skulpturer i Berlin. I 1920'erne blev hans billeder opdaget af ekspressionisterne, og i 1930'erne og begyndelsen af 1940'erne hentede surrealisterne og eksistentialisterne ofte inspiration i hans arbejde. Opblomstringen af nazismen i 1930'erne fik igen Friedrichs popularitet til at vokse, men den blev fulgt af en nedtur, da hans billeder blev sat i forbindelse med nationalsocialismen og misfortolket som nationalistiske. Det var først i slutningen af 1970'erne at Friedrich genvandt sin stilling som ikon for den tyske romantiske bevægelse og en maler af international betydning.

## Levned

### Tidlige år og familie
Caspar David Friedrich blev født den 5. september 1774 i Greifswald i Svensk Forpommern ved Tysklands østersøkyst. Han var det 6. af 10 børn og blev opdraget i en strikt luthersk tro af sin far Adolf Gottlieb Friedrich, der var lysestøber og sæbekoger. Oplysningerne om familiens økonomiske forhold er modstridende. Nogle kilder tyder på, at børnene fik privatundervisning, mens andre skriver, at børnene tilbragte deres barndom i relativ fattigdom. Caspar David kendte døden fra en tidlig alder. Hans mor Sophie Dorothea Bechly døde i 1781, da han var fyldt 7. Et år senere døde hans søster Elisabeth, mens en anden søster Maria døde af tyfus i 1791. Den formentlig største tragedie i hans barndom indtraf i 1787, hvor hans bror Johann Christoffer døde som 13-årig; Caspar David så sin lillebror falde gennem isen på en sø og drukne. Nogle kilder mener, at Johann Christoffer døde, mens han forsøgte at redde Caspar David, som også var i fare på isen.
Friedrich begyndte sine kunststudier i 1790 som privatelev under kunstneren Johann Gottfried Quistorp på Universitetet i Greifswald. Quistorp tog sine elever med på udendørs tegneudflugter. Som følge heraf blev Friedrich tilskyndet til at tegne efter naturen i en ung alder. Gennem Quistorp mødte Friedrich teologen Ludwig Gotthard Kosegarten, som påvirkede ham med sine tanker, om at naturen var en synliggørelse af Gud. Quistorp introducerede Friedrich til den tyske 1600-tals kunstner Adam Elsheimer, hvis arbejder ofte indeholdt religiøse temaer, som blev domineret af landskaber og natlige motiver. I denne periode studerede han også litteratur og æstetik under den svenske professor Thomas Thorild.

### Friedrich og Danmark
I 1798 kom Friedrich ind på det prestigefyldte Kongelige danske kunstakademi, hvor han begyndte med at tegne afstøbninger af antikke skulpturer, inden han fortsatte med at tegne landskaber og monumenter fra Københavns omegn. I København fik han adgang til Det kongelige Kunstkammers samling af nederlandske landskaber fra 1600-tallet. På akademiet studerede han under lærere som historiemaleren Nicolai Abildgaard og portrætmaleren Jens Juel. Især Abildgaard var inspireret af Sturm und Drang-bevægelsen i Rom, og hans kunst udgjorde et krydsfelt mellem den dramatiske intensitet og den udtryksfulde form i den gryende romantiske æstetik og det aftagende neoklassicistiske ideal. Stemningen var det vigtigste, og inspirationen kom fra kilder som den islandske Edda, Ossians digte og nordisk mytologi.
Caspar David Friedrich fik i studieårene hos kobberstikker Georg Haas færdighed i at håndkolorere stik bl.a. af Christian August Lorentzen. Jens Juel,Erik Pauelsen og Lorentzens landskabsmalerier gjorde indtryk på Friedrich og satte varige spor i hans kunst. . Han var ven med Conrad Christian Bøhndel og J.L. Lund og har portrætteret dem begge. Efter Friedrichs afrejse fra København i 1798 opsøgte Lund sin ven i Dresden, hvor han opholdt sig fra 1799 til 1800. Siden bevarede de kontakten. Flere danske forfattere gjorde ophold i Dresden, hvor de mødte Friedrich: F.C. Sibbern (1813), Henrich Steffens (1813) og Peder Hjort (1817).  C.W. Eckersberg mødte Friedrich på vej hjem fra Rom i 1816 og har muligvis set nogle af hans værker.  Da Lund blev professor ved Kunstakademiet i København i 1818, medvirkede venskabet uden tvivl til, at flere danskere besøgte ham i Dresden. Men vigtigere var nok det nære forhold mellem den tyske maler og den norske landskabsmaler Johan Christian Dahl, der havde tæt forbindelse til den danske kunstverden. I første omgang tog kunsthistorikeren N.L. Høyen til Dresden (1822-23) og siden fulgte flere malere, først og fremmest Ditlev Martens (1825), Ditlev Blunck (1825), Jørgen Sonne (1828) og Christen Købke (1838). Friedrichs kunst påvirkede flere danske kunstnere som Martinus Rørbye, Frederik Sødring, Købke, Johan Thomas Lundbye og  Lorenz Frölich. 

### Dresden
Friedrich bosatte sig fast i Dresden i 1798. Nu eksperimenterede han med at trykke ætsninger og træsnit, som blev udført af hans bror, som var møbelsnedker. I 1804 lavede han 18 ætsninger og fire træsnit. De blev tilsyneladende fremstillet i små oplag og kun fordelt mellem venner. Trods disse afstikkere til andre medier hældede han mod at arbejde med blæk, vandfarve og sepia. Bortset fra nogle få tidlige malerier som Landskab med tempelruin (1797), arbejdede han ikke meget med olie, før hans ry var mere grundfæstet. Landskaber var hans foretrukne motiv, inspireret af hyppige ture fra 1801 til Østersøen, Bøhmen, Krkonoše og Harzen. Hans malerier afspejler fortrinsvis det nordtyske landskab og viser skove, bakker, havne, morgentåge og andre lyseffekter baseret på nøje observation af naturen. Disse værker var baseret på skitser og studier af maleriske steder som klinterne på Rügen, omegnen af Dresden og Elben. Han udførte sine studier næsten udelukkende i blyant og medtog endog topografiske oplysninger, men den subtile atmosfære, som er karakteristisk for malerierne i Friedrichs mellemste periode, kom ud af hukommelsen. Hans effekter havde deres styrke i fremstillingen af lys og genspejlingen fra sol og måne på skyer og vand, optiske fænomener, som særligt opstår ved Østersøens kyst, og som aldrig havde været malet med en sådan styrke.

### Renommeet fastslås
Friedrich grundlagde sit ry som kunstner, da han vandt en pris i 1805 ved en konkurrence i Weimar, som var organiseret af forfatteren, digteren og dramatikeren Johann Wolfgang von Goethe. På den tid havde konkurrencen i Weimar tendens til at tiltrække middelmådige og nu længst glemte kunstnere, som udstillede "kopier" af neoklassiske og pseudogræske stilarter. Den ringe kvalitet begyndte at svække Goethes ry, så da Friedrich indleverede to sepiategninger, Procession ved daggry og Fiskere ved havet, reagerede digteren entusiastisk og skrev: "Vi må vurdere kunstnerens iderigdom i dette billede positivt. Tegningen er veludført, processionen er opfindsom og passende ... hans behandling kombinerer en stor grad af fasthed, ihærdighed og renhed ... det opfindsomme vandfarvebillede ... fortjener også ros."
Friedrich færdiggjorde 34 år gammel sit første store billede i 1807 . Korset i bjergene, der i dag er kendt som Tetschen Alteret (Galerie Neue Meister i  Dresden), er et altertavle, som blev solgt til hertugen af Thun til ophængning i familiens kapel i Tetschen i Bøhmen. Det var muligvis en bestillingsopgave. Altertavlen viser korsfæstelsen af Kristus i profil på en bjergtop, alene og omgivet af naturen. Korset når det øverste punkt i billedplanen, men ses fra et punkt bagved og langt fra, hvilket er usædvanligt for en korsfæstelsesscene. Naturen dominerer billedet, og for første gang i kirkekunsten viser et alterbillede et væsentligt landskab. Ifølge kunsthistorikeren Linda Siegel var udformningen af en altertavle det "logiske klimaks på mange tidligere tegninger, hvor han viste et kors i naturen."
Arbejdet blev første gang vist juledag 1808. Selv om det generelt fik en kølig modtagelse, var det det første af Friedrichs billeder, som fik bred bevågenhed. Kunstnerens venner forsvarede værket offentligt, mens kunstkritikeren Basilius von Ramdohr skrev en stor artikel, hvori han afviste Friedrichs brug af et landskab i denne sammenhæng. Han skrev, at det ville være "en sand formastelighed, hvis landskabsmaleriet sneg sig ind i kirken og krøb op på alteret". Ramdohr udfordrede grundlæggende tanken om, at rene landskabsmalerier kunne viderebringe en bestemt mening. Friedrich svarede igen med et program, hvori han beskrev sine hensigter. I sin kommentar fra 1809 til maleriet sammenlignede han aftensolens stråler med lyset fra Gud. Den synkende sol antyder, at æraen, hvor Gud viste sig for mennesket, er ovre. Det var den eneste gang, Friedrich gav en detaljeret fortolkning af sine værker.
Friedrich blev indvalgt i Königlich-Preußische Akademie der Wissenschaften i 1810, efter den preussiske kronprins havde købt to af hans værker. I 1816 søgte han imidlertid at tage afstand fra de preussiske autoriteter, og i juni ansøgte han om saksisk statsborgerskab. Dette skridt var uventet for hans venner, da den saksiske regering var franskvenlig, mens Friedrichs værker indtil da blev anset for patriotiske og tydeligt anti-franske. Med hjælp fra sin ven i Dresden grev Vitzthum von Eckstädt fik Friedrich ikke bare statsborgerskab, men i 1818 også en plads i det saksiske akademi med 150 thaler årligt. Selv om han håbede på at få et professorat, lykkedes det aldrig, da det ifølge det tyske informationsbibliotek "føltes at hans billeder var for personlige, hans synspunkt for individualistisk til at tjene som et nyttigt eksempel for studerende." Politik kan også have spillet en rolle i at bremse hans karriere: Friedrichs valg af tyske motiver og udførelsen af dem stødte sammen med tidens overvejende franskinspirerede holdninger.

### Ægteskab
Den 21. januar 1818 giftede Friedrich sig med Caroline Bommer på 25 år, datter af en farver fra Dresden. Parret fik tre børn; det første, Emma, blev født i 1820. Fysiologen og maleren Carl Gustav Carus skriver i sine biografiske essays, at ægteskabet hverken havde den store effekt på Friedrichs liv eller personlighed, men hans billeder fra denne periode som Kridtskrænter på Rügen viser en ny følelse af letsind, og hans palet er lysere og mindre dyster. Der optræder flere skikkelser på hans malerier i denne periode; Siegel fortolker det som en refleksion over "vigtigheden af menneskelivet. Især hans familie, som nu optager hans tanker mere og mere, og hans venner, hans kone og folk i byen optræder ofte i hans kunst."
Nu fik kunstneren støtte fra i Rusland:
- I 1820 besøgte storfyrst Nikolaj på opfordring fra sin kone Alexandra Feodorovna Friedrichs atelier og vendte tilbage til Sankt Petersborg med en række af hans malerier. Denne transaktion blev begyndelsen på et patronat, som fortsatte i mange år.[46]

- I 1821 mødte Friedrich digteren Vasilij Zjukovskij, som var lærer for Alexander 2., og fandt en sjæleven i ham. I årtier hjalp Zjukovskij Friedrich både ved at købe hans værker og ved at anbefale hans kunst til den kongelige familie. Hans hjælp mod slutningen af Friedrichs karriere var uvurderlig for den skrantende og forarmede kunstner. Zjukovskij bemærkede, at vennens malerier "glæder os ved deres præcision, hver af dem vækker en erindring i vort sind."[47]

Friedrich var en bekendt af Philipp Otto Runge (1777–1810), en anden førende romantisk tysk maler. Han var også ven af Georg Friedrich Kersting (1785–1847), som malede ham ved arbejdet i hans nøgne atelier, og af den norske maler Johan Christian Dahl (1788–1857). Dahl stod Friedrich nær i kunstnerens sidste år, og han udtrykte forfærdelse over, at den kunstkøbende offentlighed kun så Friedrichs billeder som "kuriositeter". Mens digteren Zjukovskij satte pris på Friedrichs psykologiske motiver, priste Dahl den beskrivende kvalitet i Friedrichs landskaber, og skrev, at "kunstnere og kendere så i Friedrichs kunst blot en slags mystik, fordi de selv kun kiggede efter det mystiske ... de så ikke Friedrichs trofaste og omhyggelige studier af naturen i alt hvad han skabte".
I denne periode tegnede Friedrich ofte mindesmærker og skulpturer til mausoleer, hvilket afspejlede hans besættelse af døden og efterlivet. Han lavede endda tegninger til gravudsmykninger på Dresdens kirkegårde. Nogle af disse arbejder gik tabt ved branden, som ødelagde Münchens glasslot (1931), og under bombardementet af Dresden i 1945 under 2. verdenskrig.

### Værker af Friedrich i Danmark
Venskabet mellem Friedrich og J.L. Lund gav sig udslag i, at den tyske maler i 1800 i Dresden forærede sin ven et tegnet selvportræt, som Lund beholdt under sit lange studieophold i udlandet og bragte med sig hjem til Danmark i 1810 (i dag i Den Kongelige Kobberstiksamling, Statens Museum for Kunst). Under forfatteren og kritikeren Peder Hjorts ophold i Dresden i 1817 lykkedes det ham at inspirere Friedrich til at male et billede af en mand og en kvinde (Hjort og hans forlovede), der betragter en meget speciel månebelysning. Friedrich fuldførte maleriet året efter og sendte det til København. Hjort ejede det til sin død i 1871. Det er muligvis identisk med maleriet Mand og kvinde, der betragter månen, der i dag tilhører Alte Nationalgalerie i Berlin. 
I 1819 kom den danske kronprins Christian Frederik til Dresden, og ved besøget i Friedrichs atelier købte han to måneskinsstykker til sin private kunstsamling. Han lod dem udstille på Charlottenborg i 1821, hvor de tilsyneladende gjorde stort indtryk på Eckersberg.  De to malerier blev solgt på auktion i København i 1864 efter hans søn Frederik VIIs død og kendes ikke i dag.  Kronprinsen fulgte erhvervelsen op i 1838-39, da han købte tre sepiategninger af Friedrich (i dag i Hendes Majestæt Dronningens Håndbibliotek, København). 
Friedrich forærede tegninger til flere danske malere, bl.a. Ditlev Martens (i 1825, nu i Den Kongelige Kobberstiksamling, SMK).  Derudover købte maleren Lorenz Frølich flere arbejder af Friedrich på dennes dødsboauktion i 1843, dels en skitsebog med skystudier (nu i Nasjonalmuseet for Kunst, Arkitektur og Design, Oslo), dels en landskabstegning (SMK). 
I mange år har det været et stort savn, at der ingen malerier af Friedrich fandtes på de danske kunstmuseer. Men i 2016 lykkedes det Statens Museum for Kunst at erhverve Efter stormen fra 1817 fra kunstnerens modne periode, på én gang båret af hans visionære natursyn og hans minutiøse studium af selv naturens mindste fænomener. 
. Tilhører Statens Museum for Kunst.
Billedet er Friedrichs første maleri af et skibbrud, og det foregriber hovedværket Ishavet fra 1824.

### Senere år og død
Friedrichs ry blev stadig mindre i de sidste 15 år af hans liv. Da de romantiske idealer gik af mode, blev han anset som excentrisk og melankolsk, ude af trit med tiden. Langsomt faldt hans beskyttere fra. Fra 1820 levede han som en eneboer og blev af venner beskrevet som "den mest ensomme af de ensomme". Hen mod slutningen af hans liv levede han i relativ fattigdom og var i stigende grad afhængig af godgørenhed fra sine venner. Han blev isoleret og tilbragte en stor del af døgnet med at vandre alene gennem skove og marker, og ofte begyndte hans vandringer inden solopgang.
I juni 1835 blev Friedrich ramt af sit første slagtilfælde, som gav ham mindre lammelser i lemmerne og stærkt begrænsede hans evne til at male. Derfor var han ude af stand til at male i olie og måtte indskrænke sig til vandfarve, sepia og at genarbejde ældre kompositioner. Hans syn forblev godt, men han havde mistet den fulde styrke i hånden. Alligevel kunne han male et sidste 'sort maleri', Strand i månelys (1835–36), som  Vaughan beskriver som det "mørkeste af alle hans strande, hvor rigdommen i tonalitet kompenserer for fraværet af hans tidligere finesse". Dødssymboler dukkede op i hans andre værker fra denne periode. Kort efter slagtilfældet købte den russiske kongefamilie en række af hans tidligere værker, og indtægterne gjorde det muligt for ham at rejse til Teplitz – i Tjekkiet – for at komme sig.
I midten af 1830'erne påbegyndte Friedrich en række portrætter, og han vendte tilbage til at se sig selv i naturen. Som kunsthistorikeren William Vaughan har bemærket: "Han kan se sig selv om en stærkt ændret mand. Han er ikke længere den ranke figur som optrådte i To mænd betragter månen i 1819. Han er gammel og stiv ... han bevæger sig foroverbøjet". Fra 1838 kunne han kun arbejde i begrænset omfang. Han og hans familie levede i fattigdom og blev stadig mere afhængig af støtte og velgørenhed fra venner.
Da Friedrich døde i maj 1840, blev hans bortgang dårligt bemærket i kunstnersamfundet. På det tidspunkt var hans ry og berømmelse falmet. Hans kunst var bestemt anerkendt i hans livstid, men ikke vidt og bredt. Mens det nære studium af landskaber og vægten på de åndelige elementer i naturen var almindelige i den samtidige kunst, var hans arbejde for originalt og personligt til at blive vel forstået. I 1838 blev hans arbejder ikke længere solgt eller fik opmærksomhed fra kritikere. Den romantiske bevægelse havde bevæget sig bort fra den tidlige idealisme, som han havde bidraget til at grundlægge. Efter hans død skrev Carl Gustav Carus en række artikler, som anerkendte Friedrichs forandring af konventionerne i landskabsmaleriet, men Carus' artikler placerede Friedrich solidt i hans tid og placerede ham ikke inden for en fortsat tradition. Kun et af hans malerier var reproduceret som tryk, og det var kun lavet i et meget lille oplag.

## Temaer

### Landskab og det sublime
Visualiseringen af portrætteringen af landskaber på en helt ny måde var Friedrichs vigtigste fornyelse. Han søgte ikke kun at udforske den lyksalige fornøjelse ved en smuk udsigt, som i den klassiske udgave, men nærmere at undersøge et sublimt øjeblik, en genforening med det åndelige gennem oplevelsen af naturen. Friedrich ændrede landskabet i kunsten fra at være en baggrund for det menneskelige drama til en følelsesladet genstand i sig selv. Friedrichs billeder havde ofte en Rückenfigur – en person set bagfra, som betragter udsigten. Betragteren tilskyndes til at sætte sig i Rückenfigurens sted, således at han oplever det sublime potentiale i naturen og forstår, at sceneriet er opfattet og idealiseret af et menneske. Friedrich skabte forestillingen om et landskab fuldt af romantisk følelse – die romantische Stimmungslandschaft (det romantiske stemningslandskab). Hans kunst går i dybden med en lang række geografiske forhold som klippekyster, skove og bjergscener. Han bruger ofte landskabet til at udtrykke religiøse temaer. På hans tid blev hovedparten af de bedst kendte malerier set som udtryk for en religiøs mysticisme.
Friedrich sagde: "Kunstnere skal ikke kun male det, han ser for sig, men også hvad han ser inden i sig selv. Hvis han ikke ser noget i sig selv, så bør han også afholde sig fra at male det, som han ser foran sig. Ellers vil hans billeder blive som de foldeskærme, bag hvilke man kun venter at finde de syge og døde." Store skyer, storme, tåge, skove, ruiner og kors, som vidner om Guds tilstedeværelse, er hyppige elementer i Friedrichs landskaber. Selv om døden kommer symbolsk til udtryk i både som sejler bort fra kysten – et Charon-lignende motiv – og i poppeltræet, henvises der mere direkte til den i malerier som Kloster i egeskov (1808–10), hvor munke bærer en kiste forbi en åben grav hen mod et kors og gennem døren til en kirkeruin.
Mest radikalt er Friedrich gået til værks i maleriet Munken ved havet, hvor han har udeladt alt andet end den ensomme skikkelse, der konfronteres med naturens overvældende storhed og uendelighed, måske ligefrem tomhed.
Han var en af de første kunstnere, som malede vinterlandskaber, i hvilke landskabet er vist så nøgent og dødt. Friedrichs vinterscener er højtidelige og stille. Ifølge kunsthistorikeren Hermann Beenken malede Friedrich vinterbilleder, hvor "ingen mand endnu har sat sin fod. Temaet for næsten alle ældre vinterbilleder var ikke så meget vinteren i sig selv, som livet om vinteren. I 1500-tallet og 1600-tallet blev det anset for umuligt at udelade sådanne motiver som flokken af skøjteløbere, de vandrende ... det var Friedrich, som først følte de helt adskilte og klare kendetegn ved et naturliv. I stedet for mange toner søgte han én, og derfor underordnede han alt i sit landskab til denne ene grundtone".
Bare egetræer og træstubbe som dem i Ravnetræet (c. 1822), Mand og kvinde betragter månen (c. 1818 el. ca. 1824) og Pilebusk under nedgående sol (ca. 1835), er tilbagevendende elementer i Friedrichs malerier, som symboliserer døden. Som modvægt til følelsen af fortvivlelse står Friedrichs symboler på frelse: korset og den opklarende himmel lover evigt liv; og den smalle måne antyder håb og Kristus stigende nærhed. I hans billeder af havet optræder der ofte ankre på stranden, en indikation af åndeligt håb. Den tyske litteraturforsker Alice Kuzniar finder i Friedrichs malerier en temporalitet – en levendegørelse af tidens gang – som sjældent ses understreget i billedkunsten. F.eks. i Klosteret i egeskoven viser munkenes bevægelse væk fra den åbne grav og hen mod korset i horisonten Friedrichs budskab om, at menneskelivets endelige destination ligger hinsides graven.
Skibbruddet var et gennemgående tema i Friedrichs kunst. Det kunne både indeholde en trussel om voldsom undergang og et håb om frelse. I hans første maleri af et skibbrud, Efter stormen fra 1817 (SMK), har en stærk storm slået et skib ud af kurs, og et klippeskær har slået det til vrag. Men måske er klipperne også skibets redning, da det nu ligger på fast grund – muligvis som symbol på troens faste klippe. Der er altså håb om frelse. Derimod er alt håb ude i hovedværket Ishavet fra 1824, hvor naturens overvældende kræfter langsomt men sikkert tvinger skibet ned i dybet. Dette maleri opsummerer måske bedst Friedrichs ideer og mål om end i en så radikal form, at billedet slet ikke blev vel modtaget. "Det billede han lavede, med dets skurrende klatter af travertine-farvede isflager, som gnaver i et træskib, går ud over det dokumentariske ind i det allegoriske: det tynde skin af menneskelig higen knust af verdens enorme isnende ligegyldighed."
I sine sene arbejder fokuserede Friedrich hyppigt på skumring og tusmørke i sine landskaber, med en stadig mere udtalt melankoli måske som reaktion på, at hans eget helbred blev markant svækket. Han skildrede i en række malerier og tegninger måneopgangen over havet. Det kan opfattes symbolsk som en hentydning til det evige liv efter døden. 
Friedrichs skrevne kommentarer om æstetik begrænsede sig til en samling aforismer, som blev nedskrevet i 1830, hvor han forklarede kunstnerens behov for at kæde observation af naturen sammen med en indadskuende søgen efter hans egen personlighed. Hans bedst kendte bemærkning råder kunstneren til at "lukke sit legemlige øje, så man først ser billedet med det åndelige øje. Herefter skal bringe for dagens lys det, som man har set i mørket, så det kan reagere på andre udefra og ind." Han afviste de overdrevne afbildninger af naturen i sin "totalitet", som man ser det ved samtidige malere som Adrian Ludwig Richter (1803–84) og Joseph Anton Koch (1768–1839).

### Ensomhed og død
Både Friedrichs liv og kunst er kendetegnet ved en overvældende følelse af ensomhed. Det bliver mere tydeligt i hans senere værker i en tid, hvor venner, medlemmer af hans familie og andre pionerer fra den tidligere romantik begyndte at komme på afstand af ham eller dø.
Kunsthistorikere og nogle af hans samtidige tilskriver melankolien i hans kunst de tab, han led i sin ungdom, og de dystre udsigter i hans voksenliv, mens Friedrichs blege og tilbagetrukne fremtræden bidrog til at fremme den populære opfattelse af den "fåmælte mand fra norden".
Friedrich havde depressioner i 1799, 1803–1805, omkring 1813, i 1816 og mellem 1824 og 1826. Der er bemærkelsesværdige tematiske skift i de arbejder, han lavede i disse perioder, hvor der optræder motiver og dødssymboler som gribbe, ugler, kirkegårde og ruiner. Fra 1826 blev disse motiver en fast del af hans frembringelser, mens hans farver blev mørkere og mere afdæmpet. Carus skrev i 1929, at Friedrich "er omgivet at en tyk tungsindig sky af åndelig usikkerhed", mens psykiateren Carsten Spitzer i 2004 skrev, at han mente, at Friedrich i sit liv led af forlænget træghed, et selvmordsforsøg, og hvad kunstneren selv beskrev som en "skrækkelig livstræthed".

### Tyske fortællinger
Som afspejling af Friedrichs patriotisme og vrede under den franske besættelse af Pommern i 1813 blev motiver fra tyske fortællinger mere fremtrædende i hans værker. Som antifransk tysk nationalist brugte Friedrich motiver fra sin hjemstavn til at fejre tysk kultur, tradition og mytologi. Han var imponeret af de antinapoleonske digte af Ernst Moritz Arndt og Theodor Körner og den patriotiske litteratur af Adam Müller og Heinrich von Kleist. Friedrich blev rørt af tre venners død i kamp mod Frankrig og Kleists drama fra 1808: Die Hermannsschlacht, og han malede en række billeder med politiske symboler alene gennem landskaber – noget nyt i kunsthistorien.
I Gamle heltegrave (1812), et faldefærdigt monument med indskriften "Arminius" minder om den tyske høvding, et symbol på nationalisme, mens de fire faldne heltes grave står lidt på klem, så deres ånd kan være fri til evig tid. To franske soldater ses som små figurer foran en hule, længere nede og dybt i en grotte omgivet af klipper, som om det er længere væk fra himmelen. Et andet politisk billede, Fyrretræsskov med fransk dragon og ravnen (c. 1813), viser en vildfaren fransk soldat, som domineres af en tæt skov, mens en ravn sidder på en træstub – en budbringer om undergang, som symboliserer Frankrigs forventede nederlag.

## Arv

### Indflydelse
Sammen med andre romantiske malere bidrog Friedrich til at placere landskabsmaleriet som en vigtig genre inden for vestlig kunst. I sin samtid havde han størst effekt på Johan Christian Dahl (1788–1857). Blandt senere generationer var Arnold Böcklin (1827–1901) stærkt påvirket af hans arbejde, og det store antal af Friedrichs værker i russiske samlinger påvirkede mange russiske malere, især Arkhip Kuindzji (ca. 1842–1910) og Ivan Sjisjkin (1832–98). Friedrichs åndelighed var en forsmag på amerikanske malere som Albert Pinkham Ryder (1847–1917), Ralph Blakelock (1847–1919), malerne fra Hudson River School og New England-luministerne.
Ved overgangen til det 20. århundrede blev Friedrich genopdaget af den norske kunsthistoriker Andreas Aubert (1851–1913), hvis skrifter blev begyndelsen på den moderne forskning i Friedrich, og af symbolismemalere, som satte pris på hans visionære og allegoriske landskaber. Den norske symbolist Edvard Munch (1863–1944) så Friedrichs arbejder på et besøg i Berlin i 1880'erne. Munchs tryk fra 1899 De ensomme afspejler Friedrichs Rückenfigur, om end fokus i Munchs værker er flyttet fra det brede perspektiv i retning af en følelse af fejlplacering mellem de to melankolske figurer i forgrunden.
Friedrichs landskaber udøvede en stærk indflydelse på den tyske kunstner Max Ernst (1891–1976), og som konsekvens heraf begyndte andre surrealister at se Friedrich som en forløber for deres bevægelse. I 1934 hyldede den belgiske maler René Magritte (1898–1967) ham i sit værk La condition humaine, som indeholder et ekko af motiver fra Friedrichs kunst i sin stillen spørgsmål ved opfattelsen af betragterens rolle. I 1939 omtalte den surrealistiske avis Minotaure Friedrich i en artikel af kritikeren Marie Landsberger og fremviste dermed hans kunst til en langt større kreds af kunstnere. Indflydelsen fra Vraget af Håbet (eller Havet af is) er tydelig i maleriet fra 1940–41 Totes Meer af Paul Nash (1889–1946), som var en glødende beundrer af Max Ernst. Friedrichs arbejde er blevet nævnt som en inspiration af andre store kunstnere fra 1900-tallet, såsom Mark Rothko (1903–70), Gotthard Graubner (f. 1930), Gerhard Richter (f. 1932), HA Schult (f. 1939) og Anselm Kiefer (f. 1945), og er blevet udpeget af forfatteren Samuel Beckett (1906–89), som, mens han stod ved Mand og kvinde betragter månen, sagde "Ved De, dette var kilden til Mens vi venter på Godot."
I sin artikel fra 1961 "The Abstract Sublime", som blev offentliggjort i ARTnews, drog kunsthistorikeren Robert Rosenblum paralleller mellem de romantiske landskabsmalerier af Friedrich og Turner med de abstrakte malerier af Mark Rothko. Rosenblum beskriver specifikt Friedrichs billede fra 1809 Munken ved havet, Turners Aftenstjernen og Rothkos maleri Light, Earth and Blue fra 1954, der afslører ligheder i syn og følelse. Ifølge Rosenblum "placerer Rothko, ligesom Friedrich og Turner, os på randen af disse formløse ubestemtheder, som diskuteres af det sublimes æstetikere. Den lille munk i Friedrichs billede og fiskeren i Turners danner en tydelig kontrast mellem den panteistiske Guds uendelighed og hans skabningers uendelige lidenhed. I Rothkos abstrakte sprog er sådanne tydelige detaljer – en bro af empati mellem den reale beskuer og fremstillingen af et transcendentalt landskab – ikke længere nødvendige. Vi er selv munken foran havet, står stille og eftertænksomme foran disse enorme og lydløse billede, som om vi så på en solnedgang eller en månelys nat."

### Kritikkens vurdering
Især efter hans venner var døde, var Friedrichs arbejde omtrent glemt i årtier, men omkring 1890 begyndte symbolismen i hans arbejde at komme i overensstemmelse med tidens kunstneriske stemning, især i Centraleuropa. Men trods en fornyet interesse og anerkendelse af hans originalitet var hans manglende anerkendelse af "malereffekter" og tyndt udførte overflader i strid med tidens tanker.
I 1930'erne blev Friedrichs arbejder brugt til fremme af den nazistiske ideologi, som forsøgte at kæde den romantiske kunstner sammen med det nationalistiske Blut und Boden. Det tog årtier før Friedrichs ry overvandt denne tilknytning til nazismen. Hans hang til symbolisme og den kendsgerning, at hans værker faldt uden for de snævre definitioner af modernisme, bidrog til, at han kom i unåde. I 1949 skrev kunsthistorikeren Kenneth Clark, at Friedrich "arbejdede i sin tids frigide teknik, som dårligt kunne inspirere en skole i moderne maleri", og foreslog, at kunstneren forsøgte at udtrykke i maleri, hvad der bedst overlades til poesi. Clarks afvisning af Friedrich afspejlede den skade, kunstnerens ry havde lidt i slutningen af 1930'erne.
Friedrichs ry led yderligere skade, da hans billedsprog blev overtaget af en række Hollywood-instruktører som Walt Disney, baseret på arbejder af tyske filmkunstnere som Fritz Lang og F. W. Murnau inden for gyser- og fantasygenren. Hans rehabilitering kom langsomt, men blev forstærket af skrifter af kritikere og forskere som Werner Hofmann, Helmut Börsch-Supan og Sigrid Hinz, som med held afviste og tilbageviste de politiske associationer, som blev tilskrevet hans værker og placerede dem inden for en rent kunsthistorisk sammenhæng. I 1970'erne blev han igen vist på store gallerier verden over, da han fandt nåde for en ny generation af kritikere og kunsthistorikere.
I dag er hans internationale ry velfunderet. Han er et nationalt ikon i Tyskland og højt respekteret af kunsthistorikere og kunstkendere i Vesten. Han anses generelt for at have stor psykologisk kompleksitet, og ifølge Vaughan "en troende, som kæmpede med tvivl, en som fejrer skønheden, men jages af mørket. I den sidste ende overskrider han fortolkning, rækker over kulturer gennem den dragende appel i hans billedkunst. Han er bestemt blevet til en sommerfugl — forhåbentlig en som aldrig igen forsvinder fra vort blik".

## Arbejder
Friedrich var en flittig kunstner, som tilskrives over 500 arbejder. I tråd med de romantiske idealer, ønskede han ikke, at hans billeder blot skulle være rent æstetiske udsagn, så han var omhyggelig med, at de titler, som hans værker fik, ikke var alt for beskrivende eller suggestive. Det er muligt, at nogle af vore dages mere bogstavelige titler som "Livets faser", ikke stammer fra kunstneren selv, men blev tilføjet i en tid med fornyet interesse for Friedrich. Vanskeligheder opstår, når man vil datere Friedrichs arbejder, fordi han ofte ikke navngav eller daterede sine lærreder. Han havde imidlertid en omhyggeligt ført, detaljeret notesbog over sine arbejder, som er blevet brugt af forskere til at kæde billederne sammen med det tidspunkt, de blev færdige.
- Caspar David Friedrich, Munk ved havet, 1808 eller 1810, Alte Nationalgalerie Tekniske undersøgelser med infrarødt lys har vist, at Friedrich oprindelig havde tænkt at vise flere skibe på havet, men har udeladt dem i malefasen. Under en omfattende restaurering og rensning af den gamle, stærkt gulnede fernis (afsluttet i 2015) er billedets oprindelige farver kommet til syne igen.
- Kors ved Østersøen (1815), 45 × 33,5 cm. Schloss Charlottenburg, Berlin. Dette billede markerede et skifte  fra motiver i fuldt dagslys til skumringsbilleder med større tungsindighed.[106]
- Månen stiger op over havet (1822). 55 × 71 cm. Alte Nationalgalerie, Berlin. I begyndelsen af 1820'erne optræder menneskelige figurer med stigende hyppighed i malerierne. Om denne periode skriver Linda Siegel: "vigtigheden af menneskelivet, især hans familie, fylder hans tanker mere og mere, og hans venner optræder som hyppige emner for hans kunst."[45]
- Kirkegård i sne (1826). 31 × 25 cm. Museum der bildenden Künste, Leipzig. Friedrich tegnede mindesmærker og skulpturer til mausolæer, hvilket afspejlede hans besættelse af døden og det evige liv. Han skabte også noget af kirkegårdskunsten på kirkegårdene i Dresden.[107]
- Egetræ i sneen (1829). 71 × 48 cm. Alte Nationalgalerie, Berlin. Friedrich var en af de første kunstnere, som malede vinterlandskaber så barske og døde. Hans vinterbilleder er højtidelige og stille – ifølge kunsthistorikeren Hermann Beenken malede Friedrich vinterbilleder, hvor "ingen endnu har sat sin fod".[66]
- Livets faser (Die Lebensstufen (1835). Museum der Bildenden Künste, Leipzig. Livets faser er en meditation over kunstnerens egen dødelighed og viser fem skibe i forskellig afstand fra kysten. I forgrunden er der tilsvarende fem figurer i forskellige livsafsnit.[108]
- Erinnerungen an das Riesengebirge (1830–35). 72 × 102 cm. Alte Nationalgalerie, Berlin. Friedrich søgte ikke kun at udforske fornøjelsen ved en smuk udsigt som de klassiske kunstnere, men nærmere at undersøge et sublimt øjeblik, en genforening med det åndelige selv gennem oplevelsen af naturen.[109]
- Kyst i måneskin (1835–36). 134 × 169 cm. Kunsthalle, Hamburg. Hans sidste "sorte maleri", kyst i måneskin, beskrives af William Vaughan som det "mørkeste af alle hans kyster."[58]

## Eksterne kilder
- Wikimedia Commons har flere filer relateret til Caspar David Friedrich

- Baggrundsartikel om Caspar David Friedrich (dansk)
- Caspar David Friedrich Foundation Arkiveret 27. oktober 2008 hos  Wayback Machine
- Casper David Friedrich Biografi, stil og kunstværker
- CasparDavidFriedrich.org Arkiveret 3. april 2009 hos  Wayback Machine – 89 malerier af Caspar David Friedrich
- biografisk tidslinje, Hamburger Kunsthalle Arkiveret 9. december 2008 hos  Wayback Machine
- Caspar David Friedrich og det tyske romantiske landskab Arkiveret 14. marts 2012 hos  Wayback Machine
- Caspar David Friedrich på Kunstindeks Danmark/Weilbachs Kunstnerleksikon
- Biografi på deutsche-biographie.de (tysk)